# Telefonia Mobile Sammarinese
TMS Telefonia Mobile Sammarinese S.p.A. è un'azienda sammarinese di telecomunicazioni di proprietà di TIM San Marino S.p.A., che offre servizi di telefonia mobile.
La società è stata costituita nel 1999 ed ha ottenuto nello stesso anno la concessione per espletare il servizio di radiomobile GSM sulle frequenze a 900 e 1800 MHz sul territorio sammarinese. Successivamente ha effettuato anche alcune installazioni UMTS.
TMS utilizza la rete di TIM offrendo ai propri clienti un servizio in continuità e senza costi aggiuntivi anche in Italia. Il gestore infatti utilizza due precisi archi di numerazione italiana (+39.335.733/4) per offrire un'offerta studiata ad hoc per il mercato della Repubblica di San Marino seppur basandosi sul prefisso internazionale +39 dell'Italia.